# George Sangster
George Sangster (19 augustus 1970) is een Nederlandse ornitholoog. Hij studeerde biologie aan de Universiteit Leiden en later aan de Universiteit van Stockholm. Hij is gespecialiseerd in  systematiek en taxonomie van vogels.
Sangster werd in 1994 lid van de redactie van het tijdschrift Dutch Birding en actief in de Commissie Dwaalgasten Nederlandse Avifauna. Tussen 2009 en 2019 was hij verbonden aan het natuurhistorisch museum in Stockholm en vanaf 2016 aan het Naturalis Biodiversity Center. Hij ontwikkelde zich tot een internationale autoriteit op het gebied van verwantschapsonderzoek aan vogels. Hij schreef meer dan 100 collegiaal getoetste artikelen in wetenschappelijke tijdschriften.
- International Standard Name Identifier: 0000 0004 2329 980X
- Nederlandse Thesaurus van Auteursnamen: 370603656
- ORCID: 0000-0002-2475-7468
- ResearcherID: H-4901-2019
- LIBRIS: 368712
- Virtual International Authority File: 305841064
- WorldCat: E39PBJpVbvCVPQyJwVftGgqYT3